# Sottevast
Sottevast település Franciaországban, Manche megyében. Lakosainak száma 1455 fő (2022. január 1.). Sottevast Bricquebec-en-Cotentin, Brix, Négreville, Rauville-la-Bigot és Rocheville községekkel határos.

## Népesség
A település népessége az elmúlt években az alábbi módon változott:
| Lakosok száma | 725  | 919  | 1146 | 1312 | 1333 | 1319 | 1385 | 1421 | 1433 | 1455 |
|               | 1968 | 1982 | 1990 | 2006 | 2013 | 2015 | 2017 | 2019 | 2020 | 2022 |